# Distrikt Lacabamba
Der Distrikt Lacabamba liegt in der Provinz Pallasca in der Region Ancash in West-Peru. Der Distrikt wurde am 3. Oktober 1942 gegründet. Er besitzt eine Fläche von 63,5 km². Beim Zensus 2017 wurden 538 Einwohner gezählt. Im Jahr 1993 lag die Einwohnerzahl bei 846, im Jahr 2007 bei 656. Die Distriktverwaltung befindet sich in der 3329 m hoch gelegenen Ortschaft Lacabamba mit 304 Einwohnern (Stand 2017). Lacabamba liegt 19 km nordöstlich der Provinzhauptstadt Cabana.

## Geographische Lage
Der Distrikt Lacabamba liegt im Norden der Provinz Pallasca. Der Río Conchucos fließt entlang der nordöstlichen Distriktgrenze nach Nordwesten und mündet im äußersten Norden des Distrikts in den Río Tablachaca.
Der Distrikt Lacabamba grenzt im Südwesten an den Distrikt Huandoval, im Westen an den Distrikt Pallasca, im Nordosten an den Distrikt Pampas sowie im Südosten an den Distrikt Conchucos.